# Martina García

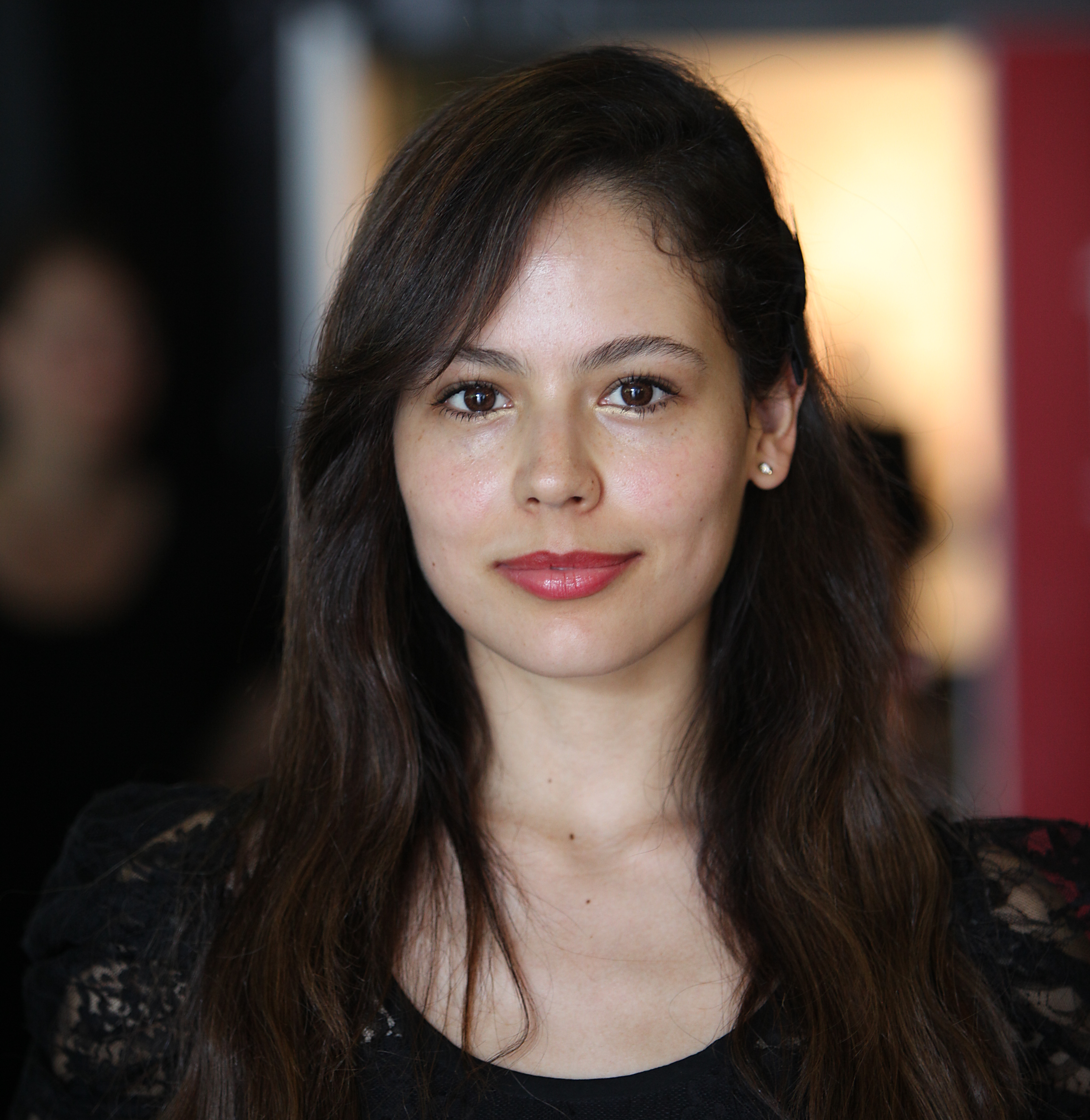
Martina García (2010)

Martina García (* 27. Juni 1981 in Bogotá) ist eine kolumbianische Film- und Fernsehschauspielerin. Sie wurde durch die Verkörperung der Esme in der Homeland-Folge Endstation Caracas und der Hauptrolle der Fabiana im Thriller Das verborgene Gesicht bekannt.

## Leben
Martina García besuchte die renommierte Schauspielschule Fundación Estudio XXI des kolumbianischen Theaterregisseurs Paco Barrero in Bogotá und setzte ihre schulische Laufbahn an der Schule des spanischen Film- und Theaterschauspielers Juan Carlos Corazza in Madrid fort. 1999 gab sie mit einer Gastrolle in der kolumbianischen Drama-Serie Francisco el Matemático ihr Schauspieldebüt. Es folgten weitere Rollen in den TV-Serien Maria Madrugada und Amor a la plancha. 
2004 hatte García ihr Filmdebüt. Sie spielte im Thriller The Art of Losing die Figur der Maria Gomez Castañol in einer Nebenrolle. Es folgte 2007 ihre erste Hauptrolle im Krimidrama Satanás, in der García die Natalia darstellte.
Sie kehrte zum Fernsehen zurück und spielte in Gastrollen der Dramaserien Pura sangre, Plan América und in der Thriller-Serie Tiempo Final. Nach einer Hauptrolle in Das verborgene Gesicht (2011) setzte sie ihre Karriere in den USA fort und bekam 2013 mit der Rolle der Esme in der Homeland-Folge Endstation Caracas ihre erste internationale Rolle. 2016 spielte sie in fünf Folgen der Netflix-Serie Narcos die Rolle der Maritza.

## Filmografie

### Serien
- 1999: Francisco el matemático
- 1999: La guerra de las Rosas (2 Folgen)
- 2002: María Madrugada
- 2003: Amor a la plancha (248 Folgen)
- 2005: Juegos Prohibidos
- 2005: La saga, negocio de familia
- 2007: Pura Sangre (6 Folgen)
- 2008: Plan América (5 Folgen)
- 2008: Mujeres asesinas
- 2008: Tiempo final (Folge 1x19)
- 2011: Primera Dama (155 Folgen)
- 2011: El sexo débil  (114 Folgen)
- 2013: Homeland (Folge 3x03)
- 2016: Narcos (5 Folgen)
- 2022: No fue mi culpa: Colombia (7 Folgen)

### Filme
- 2004: Perder es cuestión de método
- 2004: The Art of Losing (El arte de perder)
- 2007: Satanás
- 2009: Amar a morir
- 2009: Rabia
- 2009: Día naranja
- 2010: No eres tú, soy yo
- 2010: The Mosquito Net (La mosquitera)
- 2011: Das verborgene Gesicht (La cara oculta)
- 2012: Operatión E
- 2014: ABCs of Death 2 (Episode „E“)
- 2016: Backseat Fighter
- 2019: Das Beste kommt noch (Le meilleur reste à venir)
- 2020: Phobias
- 2024: Paris Paradies (Paradis Paris)